# Vidas Nuas
Vidas Nuas é um filme brasileiro de 1967, um drama erótico escrito e dirigido por Ody Fraga. Números musicais com Almir Rogério (que compôs a música-tema "Tem dó de mim") e "Os Quatro Fugitivos". Muitas cenas da cidade de São Paulo, Via Anchieta e do litoral paulista. O filme foi terminado após os produtores A.P.Galante e Alfredo Palácios terem adquiridos os direitos do inacabado Erotika e aumentarem a metragem para exibição comercial .

## Elenco
- Francisco Negrão...Antônio
- Maria Alba Espósito...Sônia (creditada como Maria Alba)
- Nelcy Martins...Mônica
- Alfredo Escarlate...Mário
- Lisa Negri...Lena
- Thaís Helena...Paula
- Tania Reys...ela mesma (participação especial creditada como "A Rainha do Strip-Tease")
- Satur Cerra
- Cícero Liendo
- Rosalvo Campos
- Almir Rogério

## Sinopse
O intelectual Antônio é casado com a milionária Sônia e mora com ela e a filha Mônica. Sônia o trai abertamente com o amante Mário, na própria casa. Antônio nada faz e deixa a esposa com o amante enquanto sai e passa as noites em boates e assistindo a shows de stripteases. Mônica não aceita as atitudes da mãe e acaba se apaixonando pelo padrasto, enquanto é assediada por Mário e por um professor da universidade em que estuda.

## Produção
Após adaptar como roteirista o romance “O Cabeleira” de Franklin Távora, Ody Fraga começou a dirigir e roteirizar o drama “Erótica” para o estúdio Irmãos Lopes (dos produtores João e Landa Lopes). Em dezembro de 1962, o filme havia sido rodado e encontrava-se em fase de dublagem quando o estúdio propôs uma refilmagem, com roteiro agora produzido por Landa Lopes, e chegou a convidar Annik Malvil  e Guy Loup para interpretar a protagonista, porém Maria Alba, protagonista original, acabou mantida.   
“Erotica” foi rodado pela segunda vez em vinte e sete dias no início de 1963, com seu nome causando polêmica e confundindo os espectadores e imprensa (que achavam tratar-se de filme erótico/pronográfico) enquanto Landa Lopes tentava apresentar a obra como conservadora.
O filme foi programado para ser lançado nos cinemas de São Paulo em abril de 1963.  No entanto, o lançamento foi sendo postergado e em outubro daquele ano ainda havia expectativa pelo lançamento do filme. 
No fim, o projeto acabou arquivado e o estúdio Irmãos Lopes acabou fechado. Em 1967 o filme acabou adquirido pelos produtores Antonio Polo Galante e Alfredo Palácios, que decidiram incluir cenas de streaptease, alterando o tom conservador da obra impresso pelos irmãos Lopes, e contrataram o montador Silvio Renoldi para concluir o filme. Apesar de concluído, o filme não foi realizado conforme o planejado por Fraga.